# 7167 Laupheim
A 7167 Laupheim (ideiglenes jelöléssel 1985 TD3) a Naprendszer kisbolygóövében található aszteroida. Carolyn Shoemaker és Eugene Merle Shoemaker fedezte fel 1985. október 12-én.